# Prehniteno
El prehniteno o 1,2,3,4-tetrametilbenceno es un compuesto orgánico con la fórmula C6H2(CH3)4, clasificado como un hidrocarburo aromático. Es un líquido incoloro inflamable, casi insoluble en agua pero soluble en disolventes orgánicos. Se produce de forma natural en el alquitrán de hulla. El prehniteno es uno de los tres isómeros del tetrametilbenceno, los otros dos son el isodureno (1,2,3,5-tetrametilbenceno) y el dureno (1,2,4,5-tetrametilbenceno).  Es un derivado del benceno que se oxida con relativa facilidad, con E 1/2 de 2,0 V frente a NHE. 

## Producción
Industrialmente, el prehniteno se puede aislar de la fracción reformada de las refinerías de petróleo. También puede producirse por metilación de tolueno, xilenos y los trimetilbencenos hemimeliteno y pseudocumeno.